# 福斯托里亞 (愛荷華州)
福斯托里亞（英語：Fostoria）是一個位於美國愛荷華州克萊縣的城市。

## 地理
福斯托里亞的座標為43°14′30″N 95°09′18″W / 43.24167°N 95.15500°W，而該地的平均海拔高度為444米（即1457英尺）。

## 人口
根據2010年美國人口普查的數據，福斯托里亞的面積為1.22平方千米，當中陸地面積為1.22平方千米，而水域面積為0.00平方千米。當地共有人口231人，而人口密度為每平方千米189人。